# Beatrice Armari
Beatrice Armari (Buenos Aires, 1877-1918) fue una botánica, taxónoma, y exploradora italiana-argentina.Su nombre aparece junto a la especie norteafricana Arnebia lutea (A.Rich.) Armari. 

## Biografía
En Eritrea, junto con Luigi Buscalioni, estudió el origen y la diferenciación de los elementos vasculares primarios en la raíz de las monocotiledóneas.
Más tarde, en colaboración con Michael Puglisi, analizaron el fenómeno teratológico transmitido de fasciaciones de Bunias orientalis. 
Junto con Pietro Romualdo Pirotta (1853-1936), comenzaron a trabajar en la publicación de una flora de la colonia de Eritrea. De acuerdo con el plan original, la obra tuvo que ser dividida en tres partes. Armari se las arregló para imprimir sólo los tres primeros capítulos, que fueron alojados en un anuario, entre 1903 y 1908. Había sesenta y dos familias estudiadas en el trabajo, con aportaciones del mismo Pirotta, Emilio Chiovenda, Riccarda Almagiá, Ernesta Di Capua, Paolo Boselli y Fabrizio Cortesi.
El 11 de abril de 1907 se casó con su colega botánico Biagio Longo.

## Obra

### Capítulos de libros
- Romualdo Pirotta. 1903-1908. Flora Della Colonia Eritrea, parte 1. Ed. Tip. E. Voghera, Roma. 502 p. ISBN 1246450828, ISBN 978-1246450828[7] 1-464
- La abreviatura «Armari» se emplea para indicar a Beatrice Armari como autoridad en la descripción y clasificación científica de los vegetales.[8]